# Naissance en 923
Naissance
- 919
- 920
- 921
- 922
- 923
- 924
- 925
- 926
- 927

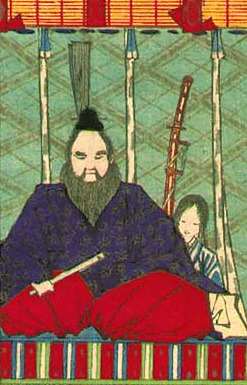
Suzaku, né en 923.

Cette page dresse une liste de personnalités nées au cours de  l'année 923 :
- 7 septembre : Suzaku, soixante-et-unième empereur du Japon.

- Jeongjong, 3e roi de Goryeo.
- Fujiwara no Nakafumi, poète de waka du milieu de l'époque de Heian et noble japonais.

## Crédit d'auteurs
- Cet article est partiellement ou en totalité issu de l'article intitulé « 923 » (voir la liste des auteurs).